# Estibioustalečita
L'estibioustalečita és un mineral de la classe dels sulfurs que pertany al subgrup de la ustalečita.

## Característiques
L'estibioustalečita és un mineral de fórmula química (Cu₄Cu₂)(Cu₄Cu+₂)(Sb₂Te₂)Se₁₂Se. Va ser aprovada com a espècie vàlida per l'Associació Mineralògica Internacional l'any 2021, sent publicada en el mes de desembre de 2022. Cristal·litza en el sistema isomètric.
L'exemplar que va servir per a determinar l'espècie, el que es coneix com a material tipus, es troba conservat a les col·leccions del departament de mineralogia i petrologia del Museu Nacional de Praga, a la República Txeca, amb el número de catàleg: p1p 7/2021.

## Formació i jaciments
Va ser descoberta al jaciment d'urani d'Ústaleč, a Nalžovské Hory, dins el districte de Klatovy (Regió de Plzeň, República Txeca). Aquest indret és l'únic a tot el planeta on ha estat descrita aquesta espècie mineral.